# Clypeolaria
Clypeolaria is een geslacht van kevers uit de familie bladkevers (Chrysomelidae).
De wetenschappelijke naam van het geslacht werd in 1885 gepubliceerd door Lefevre.

## Soorten
- Clypeolaria ovata Medvedev, 2002